# Сэндис, Джордж

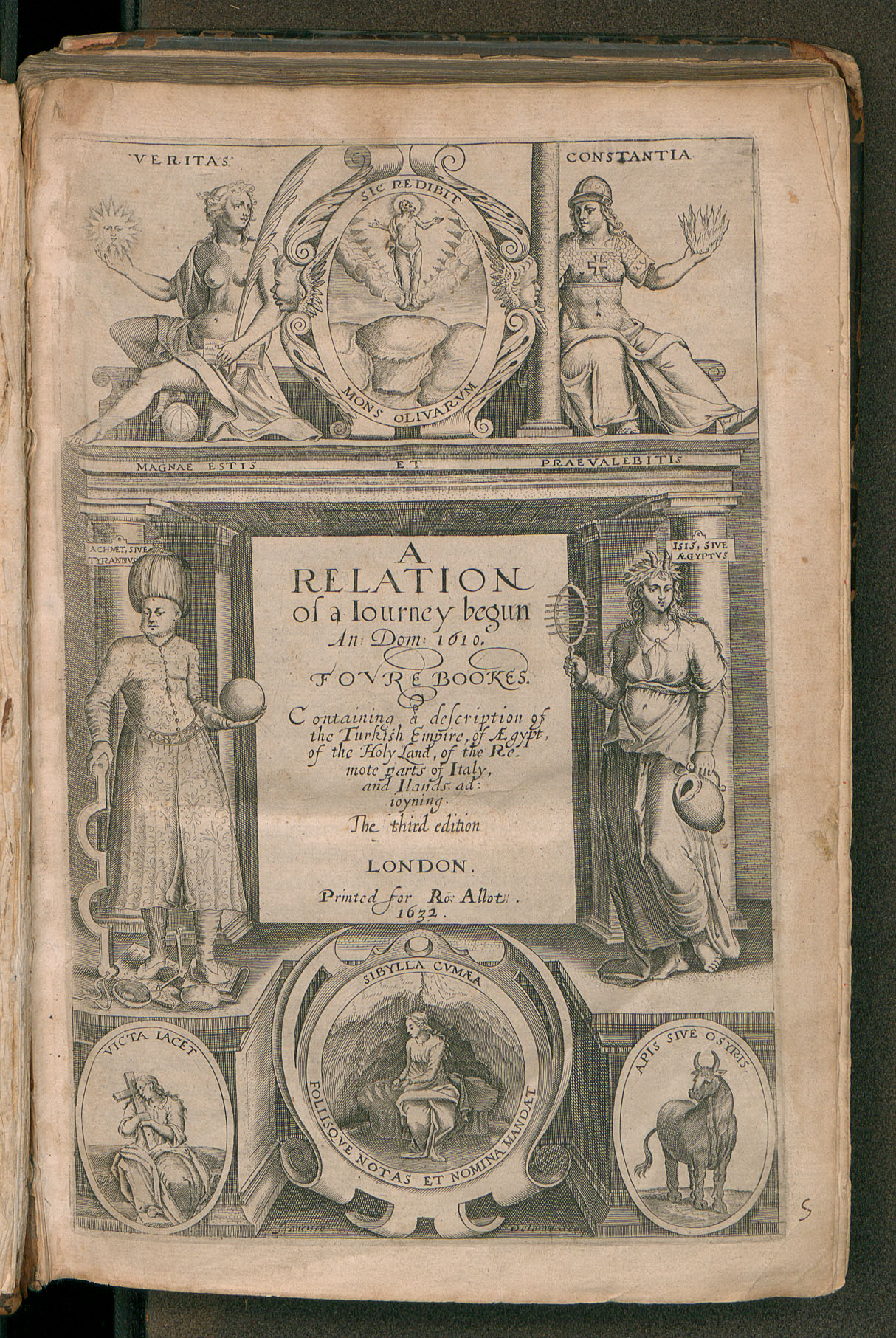
Дневник путешествия Сэндиса. Изд. 1632

Джордж Сэндис (англ. George Sandys; 2 марта 1578, Бишопсторп, Норт-Йоркшир — март 1644, Боксли, район Мейдстон, Кент,Англия) — английский политик, путешественник, колонист, писатель

, поэт, переводчик. Сыграл важную роль в развитии английского стихотворения.

## Биография

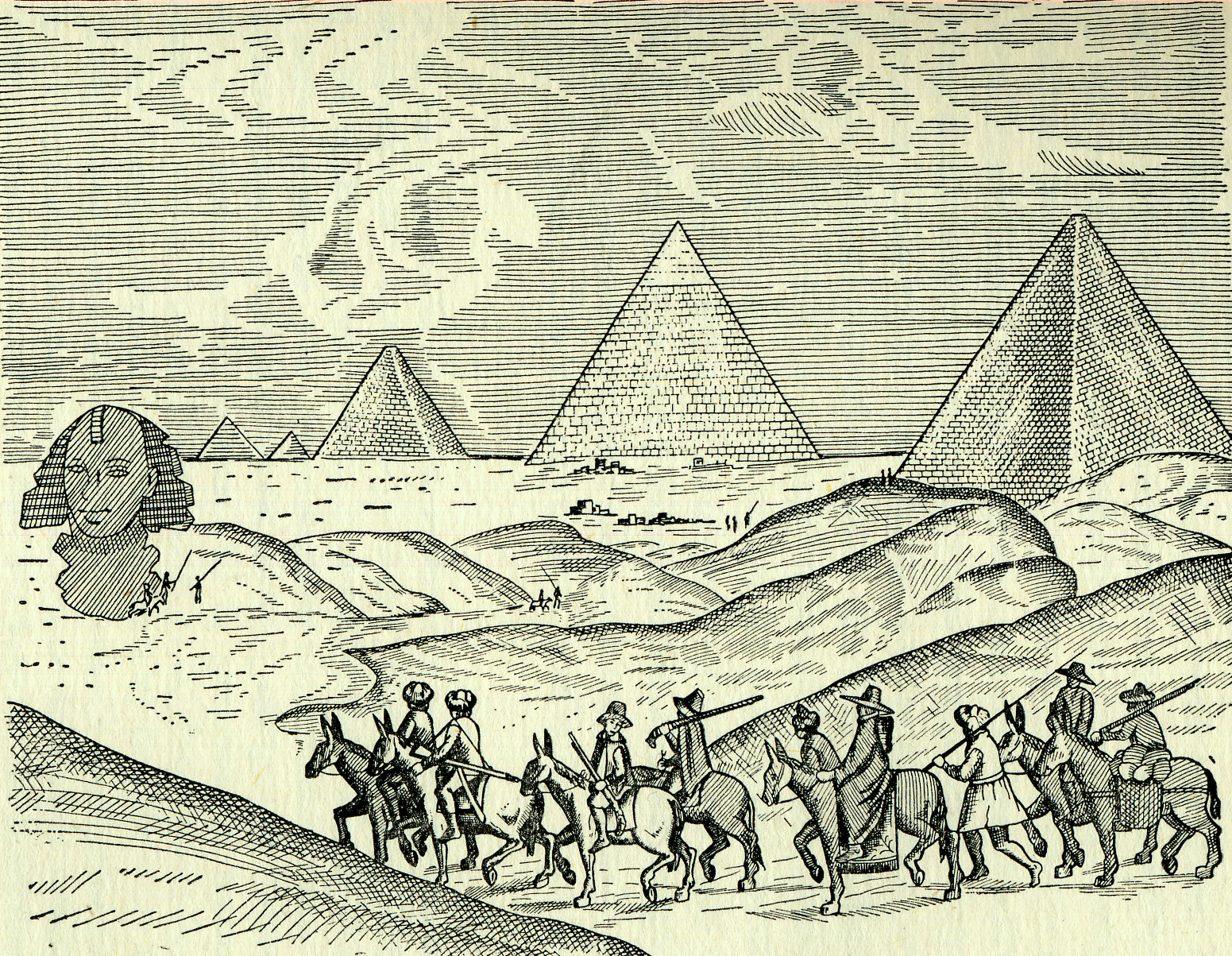
Рассказ о путешествии Сэндиса. 1615

Родился в семье архиепископа Йоркского Эдвина Сэндиса (1577—1588). Образование получил в Оксфорде (St Mary Hall, Oxford) и Колледже Корпус-Кристи.
В 1610 году начал путешествия по Европе и Ближнему Востоку, которые описал в своих книгах и путевых заметках. Проявлял большой интерес к ранней английской колонизации Америки. В апреле 1621 года стал колониальным казначеем компании «Вирджиния» и отплыл в Вирджинию с мужем своей племянницы, сэром Фрэнсисом Вяттом, новым губернатором.
Когда Вирджиния стала английской колонией, Сэндис в августе 1624 года был назначен членом совета по управлению колонией, повторно занимал этот пост в 1626 и 1628 годах.
Известен своими переводами «Метаморфоз» Овидия и «Страстей Христовых», а также рассказами о путешествиях по региону Восточного Средиземноморья, которые внесли существенный вклад в географию и этнологию. Журнал его путешествий по Ближнему Востоку «Relation of a Journe»y (1615) выдержал девять изданий в 17 веке.